# رباطان متصالبان للركبة

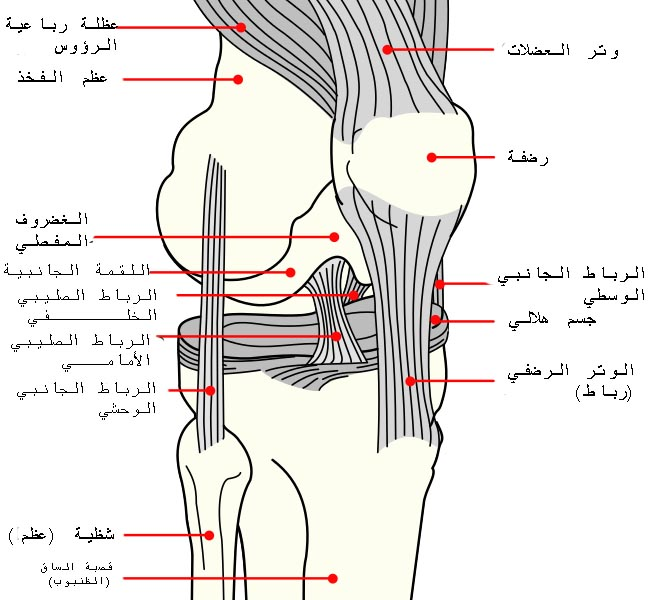
رسم يوضح الرباطين الصليبيين الأمامي والخلفي

الرباطان المتصالبان للركبة  أو الرباطان الصليبيان هما رباطان قويان من حزم ليفية، يمتدان من السطح القريب لرأس الظنبوب إلى عظم الفخذ. يطلق على أحدهما اسم الرباط الأمامي (أو الوحشي) والآخر هو الخلفي (أو الإنسي). يتقاطع الرباطان خلال مسارهما فيما يشبه الحرف X. يأخذ كل رباط اسمه من مكان اتصاله مع عظم الظنبوب، فالأمامي يتصل بالجزء الأمامي من السطح القريب من عظم الظنبوب، والخلفي يتصل بالجزء الخلفي من السطح الداني للظنبوب.

## الرباط المتصالب الأمامي
يتصل الرباط المتصالب الأمامي (بالإنجليزية: Anterior cruciate ligament)‏ بالانخفاض الموجود أمام البارزة بين اللقمتين في أعلى الظنبوب، ويسير هذا الرباط لأعلى، وللخلف، ووحشياً، ويتصل في منتهاه بالجانب الإنسي والخلفي من اللقمة الوحشية لعظم الفخذ.

## الرباط المتصالب الخلفي
يُعدُّ الرباط المتصالب الخلفي (بالإنجليزية: posterior cruciate ligament)‏ أقوى من الرباط المتصالب الأمامي، ويسير بشكل أقل ميلاناً من الأمامي. يتصل هذا الرباط بالحفرة الخلفية بين لقمتي الظنبوب، وأيضاً بالهلالة الوحشية للركبة، ويسير الرباط لأعلى، وللأمام، وإنسياً، ويتصل بالجانب الوحشي والأمامي من اللقمة الإنسية لعظم الفخذ.
إن الأربطة الصليبية (وتسمى أيضًا الأربطة المتصالبة) هي أزواج من الأربطة مرتبة على شكل حرف X. تتواجد في العديد من مفاصل الجسم، مثل مفصل الركبة والمفصل الأطلسي المحوري. بطريقة مشابهة للحبال الموجودة في لعبة سلم جاكوب، تعمل الأربطة المتقاطعة على تثبيت المفصل مع السماح بنطاق واسع جدًا من الحركة.

## الركبة

### البنية
تتواجد الأربطة الصليبية في ركبة البشر والحيوانات الأخرى ذات القدمين والمَفْصِلُ الخانق stifle joint (المفصل في رباعيات القوائم المقابل لمفصل الركبة)، وفي الرقبة والأصابع والقدم.
- الأربطة الصليبية للركبة هي الرباط الصليبي الأمامي (ACL) والرباط الصليبي الخلفي (PCL). هذه الأربطة عبارة عن شريطين قويين مدوران يمتدان من رأس الظنبوب إلى الشق اللولبي لعظم الفخذ. يكون ACL وحشيا و PCL أنسيا. يتقاطعان مع بعضهما البعض مثل أطراف حرف X. وقد تم تسميتهما نسبة لموضع اندخالهما في عظم الظنبوب: يرتبط الرباط الصليبي الأمامي بالجانب الأمامي للمنطقة الواقعة بين اللقمتين، و PCL بالجانب الخلفي. يظل ACL و PCL متميزين طوال الوقت ولكل منهما غلاف زليلي جزئي خاص به. بالنسبة لعظم الفخذ، يمنع الرباط الصليبي الأمامي الساق من الانزلاق للأمام ويحافظ الرباط الصليبي الأمامي على الساق من الانزلاق للخلف.

- بنية أخرى من هذا النوع في علم التشريح البشري نجدها في الرباط الصليبي لسن فقرة الأطلس dens of the atlas vertebra، ويسمى أيضًا «الرباط الصليبي للأطلس cruciform ligament of the atlas»، وهو رباط في الرقبة يشكل جزءًا من المفصل الأطلسي المحوري atlanto-axial joint.

- في الأصابع، تمر أوتار العضلات المثنية السطحية والعميقة عبر نظام نفق ليفي عظمي من الأربطة الحلقيّة والصليبيّة تسمى البكرات pulleys. تربط البكرات الصليبية بالأوتار المثنية الطويلة. يختلف عدد ومدى هذه الأربطة الصليبية والحلقية بين الأفراد، ولكن عادةً ما توجد ثلاثة أربطة صليبية وأربعة أو خمسة أربطة حلقية في كل إصبع (يشار إليها عادةً باسم «بكرة A1» و «بكرة C1»). يمتلك الإبهام نظامًا مشابهًا بالنسبة للوتر المثني الطويل الخاص به ولكن مع بكرة مائلة واحدة single oblique pulley تحل محل البكرات الصليبية cruciate pulleys الموجودة في الأصابع.
- للقدم البشرية الرباط الصليبي المغزلي، المعروف أيضًا باسم القيد السفلي للقدم الباسطة. تحتوي قدم الخيول على زوج من الأربطة السمسمية الصليبية البعيدة في المفصل السنعي السلامي. يمكن رؤية هذه الأربطة باستخدام التصوير المقطعي.

### الأهمية السريرية

#### التمزق
يعد تمزق الرباط الصليبي الأمامي أحد "الأمراض المكتسبة الأكثر شيوعًا لمفصل الركبة البشر والمفصل الخانق stifle joint عند الكلاب والقطط (وهو مفصل رباعيات الأقدام المماثل لمفصل الركبة عند البشر). إن الرضح المباشر للمفصل غير شائعة نسبيًا ويبدو أن العمر عامل رئيسي.
تعد إصابات الرباط الصليبي شائعة في الحيوانات، وفي عام 2005 قدرت دراسة أنه تم إنفاق 1.32 مليار دولار في الولايات المتحدة في علاج الرباط الصليبي الرأسي (أي الأمامي) للكلاب cranial cruciate ligament of dogs.

#### تمزق الرباط المتصالب لدى الكلاب وتقنيات الإصلاح الجراحية Rupture in canines and surgical repair techniques
- في الحيوانات، يُشار إلى الرباطين الصليبيين اللذين يعبران داخل مفصل الركبة باسم الرباط الصليبي رأسي cranial cruciate (أي ما يعادل الأمامي anterior عند الإنسان) والرباط الصليبي الذيلي caudal cruciate (أي ما يعادل الخلفي posterior عند البشر). يمنع الرباط الصليبي الرأسي عظم الظنبوب tibia من الانزلاق للأمام مبتعدا من تحت عظم الفخذ.
- تعد إصابات المفصل الخانق Stifle لدى الحيوانات من أكثر أسباب العرج شيوعًا في الأطراف الخلفية عند الكلاب، وإصابات الرباط الصليبي هي أكثر الآفات شيوعًا في المفصل الخانق. عادةً ما ينطوي تمزق الرباط الصليبي على الساق الخلفية لتصبح فجأة مؤلمة لدرجة أن الكلب بالكاد يستطيع تحمل وزنها.

- كيف يمكن أن يحدث الكسر:
  - هناك عدة طرق يمكن للكلب من خلالها أن يصاب بتمزق الرباط الصليبي. يمكن رؤية الكلاب الرياضية الشابة مصابة هذا التمزق إذا اتخذت خطوة سيئة أثناء اللعب بخشونة أذت ركبتها. يمكن للكلاب الأكبر سنًا، خاصة إذا كانت تعاني من زيادة الوزن، أن تعاني من ضعف الأربطة التي يمكن أن تتمدد أو تتمزق بمجرد النزول من السرير أو القفز.
  - الكلاب الكبيرة ذات الوزن الزائد أكثر عرضة لخطر تمزق الرباط الصليبي. في هذه الحالات، يكون من الشائع رؤية تمزق الرباط الصليبي في الساق الأخرى في غضون عام من حدوث التمزق الأول.

- السلالات الشائعة التي تشاهد لديها الإصابة بتمزق الرباط الصليبي:
  - في المسح الأخير، كانت بعض الكلاب الكبيرة التي يبدو أنها معرضة لخطر الحصول على هذه التمزقات هي: كلب الدرواس النابولي، نيوفاوندلاند، سانت برنارد، روتويللر، خليج تشيسابيك المسترد، أكيتا، وجحر ستافوردشاير الأمريكي.
  - ومع ذلك، فقد لوحظت سلالات أخرى مصابت هذه التمزقات، مثل: Labradors ، Labrador crossbreeds ، Poodles ، Poodle Crossbreeds ، Bichon Frises ، German Shepherds ، Shepherd Crossbreeds ، و Golden Retrievers.

- التشخيص Diagnosis:
  - تعتبر القصة السريرية والجس والملاحظة والتصوير الشعاعي المناسب أمرًا مهمًا في تقييم المريض بشكل صحيح. المفتاح في تشخيص تمزق الرباط الصليبي هو إظهار مشية غير طبيعية في الكلب. عادة ما يتم ملاحظة حركة الركبة غير الطبيعية ويمكن إجراء تشخيص تمزق عن طريق إجراء اختبار علامة الدرج.
  - علامة الدرج السحاب The drawer sign:
    - الفاحص يقف خلف الكلب ويضع إبهامًا على الجانب الذيلي من منطقة اللقمة الفخذية femoral condylar region مع وضع السبابة على الرضفة patella. يتم وضع الإبهام الآخر على رأس الشظية fibula مع وضع إصبع السبابة على حدبة الظنبوب tibial crest. إن القدرة على تحريك عظمة الظنبوب إلى الأمام (في الاتجاه الرأسي) مع احترام تثبيت عظم الفخذ تمثل إيجابية علامة الدرج السحاب في الاتجاه الرأسي positive cranial drawer sign والتي تدل على وجود تمزق (سيبدو مثل درج سحاب مفتوح).

  - طريقة أخرى لتشخيص التمزق هي اختبار ضغط الظنبوب، حيث يقوم الطبيب البيطري بتثبيت عظم الفخذ بيد واحدة وثني الكاحل باليد الأخرى. يتحرك عظمة القصبة بشكل غير طبيعي للأمام في حالة وجود تمزق.
  - للتشخيص المناسب، عادة ما تكون هناك حاجة إلى التخدير لأن معظم الحيوانات تميل إلى التوتر أو الخوف في عيادة الطبيب البيطري. إذا قام الحيوان بتوتر عضلاته، فيمكن ملاحظة ثبات مؤقت للركبة مما يمنع إظهار علامة الدرج أو اختبار ضغط الظنبوب.
  - عادةً ما تكون الصور الشعاعية ضرورية لتحديد ما إذا كانت هناك قطع رقيقة من العظام bone chips، من حيث يتصل الرباط بالظنبوب. يمكن أن يحدث هذا عند تمزق الرباط الصليبي، وإذا وجد سيتطلب إصلاحًا جراحيًا.

- الإصلاح الجراحي Surgical repair
  - تستخدم بشكل شائع ثلاث تقنيات جراحية:
    - الإصلاح خارج المحفظة Extracapsular repair
      - تتم إزالة أي نتوءات عظمية ويتم تمرير خيط كبير حول عظم الشظية خلف الركبة من خلال ثقب محفور في مقدمة عظم الظنبوب. يعمل هذا الإجراء الجراحي على شد المفصل لمنع حركة الدرج، وتؤدي الخيوط التي يتم وضعها وظيفة الرباط الصليبي لمدة 2 إلى 12 شهرًا تقريبًا بعد الجراحة. سوف تنكسر الخيط في النهاية ولكن عندها ستتكفل أنسجة الكلب الملتئمة بتثبت الركبة في مكانها

    - قطع العظم لتسوية هضبة الظنبوب Tibial plateau leveling osteotomy
      - تستخدم هذه الجراحة الميكانيكا الحيوية لمفصل الركبة وتهدف إلى معالجة عدم النجاح الملحوظ في جراحة الإصلاح خارج المحفظة في الكلاب الكبيرة. يتم استخدام صفيحة عظم من الفولاذ المقاوم للصدأ لتثبيت قطعتين من العظم في مكانهما. هذه الجراحة معقدة وعادة ما تكلف أكثر من الإصلاح خارج المحفظة.

    - تقدم الحدبة الظنبوبية
      - تهدف هذه الجراحة إلى دفع الحدبة الظنبوبية tibial tuberosity إلى الأمام من أجل تعديل شد مجموعة عضلات الفخذ الرباعية، والتي بدورها تساعد على تقليل الدفع الظنبوبي وتثبيت الركبة في النهاية. يتم فصل الحدبة الظنبوبية وترسيخها في موضعها الجديد بواسطة قفص من التيتانيوم أو الفولاذ titanium or steel cage، «شوكة fork»، وصفيحة plate. يُستخدم التطعيم العظمي لتحفيز التئام العظام.

## مواضع أخرى للأربطة الصليبية

الأربطة الحلقية Annular (من A1 إلى A5) والأربطة الصليبية cruciform (من C0 إلى C3) للغمد الوتري فوق الأوتار المثنية لإصبع سبابة اليد اليمنى.

الرباط الصليبي للأطلس Cruciate ligament of atlas
الأربطة الصليبية للأصابع Cruciform ligaments of fingers

## علم أصول الكلمات
في الطبعة الأولى من التسمية اللاتينية الرسمية (Nomina Anatomica ، التي أعيدت تسميتها في عام 1998 باسم Terminologia Anatomica)، تم استخدام التعبير اللاتيني ligamenta crossiata ، على غرار تعبير الأربطة الصليبية cruciate ligaments المستخدمة حاليًا في اللغة الإنجليزية. في اللاتينية الكلاسيكية، يُشتق فعل يصلب cruciare من الفعل crux ، والذي يعني التصالب cross. أصبح من المعتبر أن الصليبية cruciate هو تعبير معادل لتعبير متصالب الشكل cross-shaped.